# النائب العام (مصر)
النائب العام المصري هو رأس الهرم في جهاز النيابة العامة، وهي شعبة من شعب القضاء، ويتكون هذا الجهاز من محامين عموم ورؤساء نيابة ووكلاء نيابة ومساعدين ومعاونين، وجميعهم يمارسون وظائف قضائية وإدارية متصلة بجهاز النيابة، ووظيفة النائب العام غالبا ما يشغلها رجل بدرجة وزير وهو عضو المجلس الأعلى للقضاء، ومحل وظيفته هو دار القضاء العالي، وتكون مسئوليته الوظيفية أمام رئيس الدولة مباشرة ولا يتبع وزارة العدل، حيث يعين بقرار من رئيس الجمهورية، ولا يحق لأي شخص عزله أو إقالته من منصبه، ويختص النائب العام بالدفاع عن مصالح المجتمع، وأى جريمة تقع على أرض مصر أو خارجها، ويكون أحد أطرافها مصريا، ويحق له تحريك الدعوى الجنائية فيها. وهو أحد أهم المناصب في النظام القضائي، حيث حدد الدستور المصري وجود نائب عام واحد فقط، وهو ينوب عن المجتمع لحمايته من الجرائم. ولا يجوز مراجعة أي قرار للنائب العام أو التشكيك فيه حتى داخل مجلس الشعب، ولا يجوز لأي عضو بالمجلس التعليق على قرارات النائب العام، لأنها تحمل قدسية الأحكام القضائية.

## تاريخ المنصب
يعود تاريخ المنصب في مصر إلى 29 نوفمبر 1881، حين تم تعيين أول نائب عام وهو إسماعيل يسري باشا، وكان ذلك قبل إنشاء المحاكم. وبعد الاحتلال الإنجليزي لمصر تعاقب على هذا المنصب عدد من النواب العموم الأجانب والمصريين، ليأتي عبد الخالق ثروت باشا، ويشغل المنصب في نوفمبر 1908، وينتهي من وقتها تولي أي أجنبي لهذا المنصب. وفي أبريل 1895 صدر قرار من مجلس الوزراء يحمل عنوان «أعمال للنيابة العامة وعلاقتها بجهات الإدارة» جاء في بدايته: إن النائب العام وأعضاء النيابة تابعون لوزير العدل وملزمون باتباع التعليمات التي تصدر لهم من الوزارة. وفي يناير 1927 أصدر مجلس الوزراء قراراً بإلغاء القرار السابق لتصبح علاقة النائب العام حرة طليقة بعيدة عن قيود تربطها بوزارة العدل. وفي فبراير 1929 صدر قرار استردت بموجبه السلطة التنفيذية بعض سلطاتها على النائب العام، بأن حظرت على النيابة أن تقوم بأي تحقيق إلا بموافقة وزارة العدل، إلا أنه تمت العودة إلى قرار يناير 1927 لتصبح علاقة النائب العام بوزارة العدل لا تحكمها إلا نصوص القوانين والعرف. وطبقا لقانون السلطة القضائية الصادر في سنة 1972 حددت اختصاصات النائب العام بأنه المختص بالدعوى العامة والقائم على شئونها في ذلك أعضاء النيابة العامة، بالإضافة إلى سلطات استثنائية ميزه بها القانون مثل حقه بالاشتراك مع المحامي العام أو رئيس النيابة في رفع الدعوى الجنائية ضد أي موظف عام أو أحد رجال الضبط لجناية أو جنحة وقعت منه أثناء تأدية وظيفته أو بسببها وذلك بنفسه أو بأن يكلف أحد أعوانه. ومن حق النائب العام إلغاء الأمر الصادر من أعضاء النيابة والخاص بأنه لا يحق أن تقام إحدى الدعاوى القضائية ويكون ذلك خلال ثلاثة أشهر من صدور قرار النيابة، وحتى إذا لم توجد أدلة جديدة ويكون هذا لمجرد وجود خلاف في وجهة النظر بين النائب العام وعضو النيابة الذي أصدر الأمر، وهذا في حال لم يكن قد صدر قرار في المحكمة برفض الطعن المرفوع عن هذا الأمر. وفي عام 1984 تم تحصين النائب العام ضد العزل، وباعتماد تعديل قانون السلطة القضائية عام 2006، أصبح النائب العام غير خاضع لسلطة وتبَعية وزير العدل، وإنما لرئيس الجمهورية مباشرة.

## شاغلو المنصب
- المستشار / محمد شوقي عياد (19 سبتمبر 2023 - حتى الآن).[3]
- المستشار / حمادة الصاوي (19 سبتمبر 2019).[4]
- المستشار / نبيل صادق (19 سبتمبر 2015).[5][6]
- المستشار / هشام بركات (يوليو 2013 - يونيو 2015).[7]
- المستشار / طلعت إبراهيم عبد الله (نوفمبر 2012 - يوليو 2013).[8][9]
- المستشار / عبد المجيد محمود (يوليو 2006 - نوفمبر 2012).[10][11]
- المستشار / ماهر عبد الواحد (يوليو 1999 - 2006).[12][13]
- المستشار / رجاء إسماعيل العربي (1 يوليو 1991 - يوليو 1999).[14][15]
- المستشار / محمد بدر المنياوي (1 يوليو 1990).[2][16]
- المستشار / جمال مرسي سيد شومان (11 يوليو 1988).[17]
- المستشار / محمد عبد العزيز الجندي (22 أغسطس 1985) [18][19]
- المستشار / عاطف إبراهيم زكي (12 أغسطس 1982).[20]
- المستشار / محمد صلاح الدين الرشيدي (19 يونيو 1979).[21]
- المستشار / أنور عبد الفتاح أبو سحلى (16 أكتوبر 1978).[22]
- المستشار / أحمد علي موسى (27 مايو 1978).[23]
- المستشار / إبراهيم مصطفى القليوبي (9 يوليو 1974).[24]
- المستشار / محمد ماهر حسن (27 مايو 1971).[25]
- المستشار / على نور الدين (24 يوليو 1968).[2][26]
- المستشار / محمد عبد السلام (25 أغسطس 1963).[2][27]
- المستشار / محمد عطية إسماعيل (18 فبراير 1962).[28]
- المستشار / عبد الرحيم غنيم (23 أبريل 1951).[1]
- المستشار / عبد الرحمن الضوير.[2]
- المستشار / محمود عزمي.[2]
- مسيو / فان دن بوش «بلجيكي».[29]
- عبد الخالق ثروت باشا (نوفمبر 1908 - أبريل 1914).[30]
- كوربت بك «إنجليزي» ( - نوفمبر 1908).[2]
- إسماعيل صبري باشا (أبريل 1895).[2]
- مسيو / لوجول «فرنسي» ( - أبريل 1895).[2]
- إيموند وست.[2]
- سير / بنسون ماكسويل (مارس 1883).[2]
- إسماعيل يسري باشا (نوفمبر 1881 - مارس 1883).[30]